# Topping
Topping er pynt eller ingredienser, der er drysset på toppen af mad, is, slik eller visse drikkevarer. Toppings har en æstetisk funktion som pynt, men er altid spiselig og kan også bidrage til smagen.
Toppings (eller: toppinger) kan være drys oven på suppe, en smoothie eller is. Man taler også om topping på pizzaer, men her er den også en nødvendig ingrediens. Bacon bruges som topping på leverpostej og forloren hare m.m.
Fondant er en kagecreme, der kan bruges som topping. Pandekager kan serveres med topping. Et eksempel på topping på drikke er kanel eller andet drysset på toppen af cappuccino. Kaffedrikken farisæer og Irish coffee har flødeskum som topping.
Ordet topping er indlånt fra engelsk i 1989.